# Curt Haagers
Curt Haagers war eine schwedische Dansband, die sich 1966 unter dem Namen Five Spots formierte. 2006 löste sich die Band auf.

## Bandgeschichte
Den Namen änderte die Band schon 1966 zu Curt Haagers. Dieser Name setzte sich aus den Namen der Musiker zusammen, "Curt" von Curt-Erik, "Haag" stammte von Hans und Haggren, das "ers" von Roger. Beheimatet sind die Musiker in Göteborg.
1969 nimmt die Formation ihre erste Single Dansa en dans med mig auf, 1973 folgte das Album Det går som en dans. Den Fågeldans, die schwedische Variante des Ententanzes, nahmen Curt Haagers 1981 auf. Das Lied wurde sehr populär. 1999 verhalf das Lied Du är den käraste der Band zur Erstplatzierung in den Svensktoppen.

## Alben
| Jahr | Titel                         | Höchstplatzierung, Gesamtwochen, AuszeichnungChartsChartplatzierungen (Jahr, Titel, Platzierungen, Wochen, Auszeichnungen, Anmerkungen) | Anmerkungen |
| Jahr | Titel                         | SE | Anmerkungen |
| ---- | ----------------------------- | --- | ----------- |
| 1981 | Santa Maria                   | SE17 (6 Wo.)SE |             |
| 1981 | Dansa Kvack Kvack             | SE5 (12 Wo.)SE |             |
| 1982 | En spännande dag för Josefine | SE35 (2 Wo.)SE |             |
| 1984 | Agadoo                        | SE44 (1 Wo.)SE |             |
| 1985 | Ännu doftar kärlek            | SE36 (2 Wo.)SE |             |
| 1988 | Curt Haagers ’88              | SE38 (2 Wo.)SE |             |
| 1989 | Riktiga vänner                | SE39 (2 Wo.)SE |             |

Weitere Alben
- 1973: Det går som en dans
- 1975: Ta mej mé
- 1975: Goa 10-i-topp bitar
- 1977: Min symfoni
- 1978: Tinge Linge Ling
- 1983: Guld och gröna skogar
- 1986: Curt Haagers ’87
- 1990: Curt Haagers 10
- 1992: Curt Haagers 11
- 1994: Curt Haagers 12
- 1997: Curt Haagers 13
- 2002: Curt Haagers Guldkorn
- 2007: Våra mest önskade